# 孫騰宇
孫 騰宇（そん とうう、孙 腾宇、1992年9月12日 - ）は、中国の囲碁棋士。天津出身、中国囲棋協会所属、七段。阿含・桐山杯中国囲棋快棋公開戦優勝など。

## 経歴
5歳で囲碁を学び、9歳で李亞春七段の指導を受ける。11歳の時に北京に移り、聶衛平囲棋道場に通う。2004年、大連美罗杯アマチュア囲碁大会で準優勝。2005年天津市囲棋棋王戦優勝。同年入段。2006年二段。
2006年に北京氧立得チームで乙級リーグ戦出場、三段。2008年に河北金環鋼構チームで甲級リーグ戦出場、四段、全国囲棋個人戦で優勝。2009年阿含・桐山杯で決勝で朴文尭を破り、最年少で優勝。阿含・桐山杯日中決戦勝利により七段昇段。2010年天元戦ベスト4、春蘭杯世界囲碁選手権戦出場。
中国棋士ランキングでは2010年35位。

### タイトル歴
- 全国囲棋個人戦 2008年
- 阿含・桐山杯中国囲棋快棋公開戦 2009年
- 阿含・桐山杯日中決戦 2009年（○羽根直樹）

### その他の棋歴
- 全国智力運動会 2009年 男子快棋戦2位、2011年 男女ペア戦優勝（曹又尹とペア）、男子個人戦3位、男子団体戦4位（北京チーム）
- 中国囲棋甲級リーグ戦
  - 2006年乙級（北京氧立得）
  - 2007年乙級（北京橡果氧立得）
  - 2008年（河北金環鋼構）6-5
  - 2009年乙級（北京聶道場）
  - 2010年（安徽寧国市政）11-11
  - 2011年（安徽寧国市政）6-14
  - 2012年（安徽寧国市政）9-13
  - 2013年乙級（寧国市政）2-5
  - 2014年（湖北洪湖三民）5-5